# حمد محمد
حمد محمد، لاعب كرة قدم بحريني سابق.
و قد لعب مع منتخب البحرين لكرة القدم.الكابتن حمد محمد، المعروف بلقبه الشهير "ديسكفري"، هو أحد أساطير كرة القدم البحرينية. بدأ مسيرته الرياضية مع نادي الرفاع الشرقي في فئة الناشئين موسم 1972/1973، وانتقل بعدها إلى فئة الشباب، حيث برزت مهاراته سريعاً وتم اختياره لتمثيل المنتخب الأولمبي (الشباب سابقاً) في بطولة آسيوية في طهران، حيث ساهم في تحقيق المركز الثالث.
أبرز محطاته كانت مع المنتخب البحريني في بطولات كأس الخليج، حيث شارك في خمس نسخ، بدءاً من الدورة الخامسة في العراق عام 1979 حتى الدورة التاسعة في السعودية عام 1988. وقد استُبعد من المشاركة في الدورة العاشرة في الكويت عام 1990 بسبب إصابة في الكاحل، مما حرمه من إكمال مسيرته في هذه البطولة. لقبه "ديسكفري" أطلقه عليه المعلق البحريني محمد النهام في الدورة الثامنة بعد هدفه التاريخي ضد المنتخب السعودي، وهو لقب يعكس سرعته ومهاراته الاستكشافية داخل الملعب.
على مستوى الأندية، ساهم مع الرفاع الشرقي في تحقيق عدة إنجازات، من أبرزها الصعود إلى دوري الأضواء موسم 1975/1976 والفوز بدوري الدرجة الأولى موسم 1993/1994. كما لعب لفريق نادي البسيتين في موسم 1996/1997 قبل أن يعلن اعتزاله ويتجه إلى التدريب. درب فرق الفئات السنية في نادي الرفاع الشرقي ونادي البسيتين، كما شغل منصب مدرب ومدير فريق الرفاع الشرقي الأول، ومدرب منتخب الأشبال مواليد 2000. حاليًا، يشغل منصب مدير أكاديمية ريال مدريد في البحرين، بعد مسيرة حافلة بالنجاحات على صعيد التدريب.
تميز الكابتن حمد محمد بالروح الرياضية العالية والأخلاق الرفيعة، مما جعله قائداً محبوباً داخل وخارج الملعب، حيث أضاف الكثير للكرة البحرينية كلاعب وكمدرب، ويظل قدوة للأجيال الجديدة.

## كأس الخليج

### كأس الخليج 1982
و قد سجل هدف في مرمى منتخب الإمارات لكرة القدم، وقد سجل هدف في مرمى منتخب السعودية لكرة القدم.

### كأس الخليج1986
و قد سجل هدف في مرمى منتخب السعودية لكرة القدم.